# آنانتاسانا

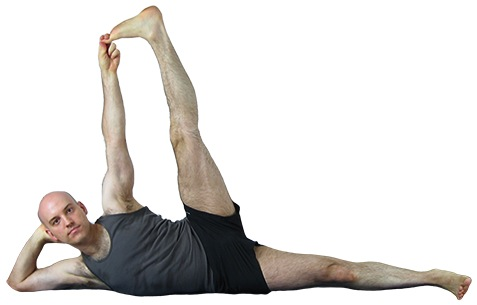
آنانتاسانا

آنانتاسانا (سانسکریت: अनन्तासन ; IAST: Anantāsana)، وضعیت خم به پهلو با پای بالا آمده یک آسانا در یوگای مدرن به عنوان ورزش است.

## ریشه‌شناسی
این نام از کلمات سانسکریت anantā (अनन्त) به معنای «بی پایان» یا «بی‌نهایت» برای مار هزار سر Shesha گرفته شده‌است که ویشنو در انتهای اقیانوس اولیه روی آن قرار گرفته‌است، و āsana (आसन) به معنای حالت نشسته‌است.
یک حالت درازکش متفاوت به نام آنانتاسانا در قرن نوزدهم Sritattvanidhi توصیف و نشان داده شده‌است.

## شرح
آنانتاسانا در حالت دراز کشیده به پهلو و سر با یک دست حمایت می‌شود، بازو روی زمین است. دست و پای دیگر به‌طور مستقیم به سمت بالا کشیده شده‌اند، انگشتان انگشت شست پا را بالا گرفته‌اند. بازو، بدن و ساق پا در یک خط مستقیم قرار دارند."Side-Reclining Leg Lift"